# Fritada (Ecuador)
La fritada es un plato típico de la sierra ecuatoriana que ha llegado a convertirse en unos de los íconos de la gastronomía de Ecuador. 
Su componente principal es la carne de cerdo.  Se suele acompañar con mote (nombre que recibe el maíz cocido en todas sus variedades), choclo (maíz tierno cocido), papa o llapingachos (tortillas de papa), plátanos maduros fritos, encurtido de cebolla, entre otros ingredientes.

## Historia
La fritada es una preparación producto del mestizaje ya que los españoles fueron los que introdujeron el cerdo al continente americano. A principios del siglo XIX, en los tiempos de la colonia, los nativos americanos aprendieron a confitar, técnica culinaria que consiste en cocinar al animal primero (obviando la matanza del cerdo) para luego dorarlo en su propia grasa. Al mismo tiempo, fueron los indígenas los que agregaron ingredientes autóctonos de la sierra ecuatoriana como el mote, el choclo y las papas al plato de cerdo.
En los procesos migratorios internos del Ecuador de los años 50 del siglo XX, muchas personas de la región de la sierra se radicaron en Guayaquil, y con ellos trajeron sus platos típicos, que en combinación con otros ingredientes propios de la costa, como el plátano verde y su derivado el chifle y el maduro, son los que se sirven, de acuerdo a los gustos.

## Preparación
La preparación del plato comienza en la noche anterior dejando marinar los trozos de cerdo. La carne de cerdo se cocina en agua hirviendo con varios condimentos (preferiblemente cebolla blanca) y luego se fríe con grasa de cerdo en una paila de bronce. Esto se remueve con una paleta de madera constantemente para que vaya tomando color. Se acompaña de mote, choclo, maduro frito, queso, tostado, tortillas de papa, entre otros.
En muchos cantones de Imbabura, la fritada se prepara hirviendo primero la carne de cerdo con condimentos como ajo, sal, cebolla y achiote. Finalmente se fríe y dora en la gordura del animal, se sirve con papas con cáscara, mote y tostado de manteca. El plato lo aderezan con ají de pepas de zambo o maní.
En el cantón El Guabo (provincia de El Oro) al momento de servirse va acompañada de mote, chifle, maduro, lechuga y ensalada.